# Johannes Guler von Wyneck
Johann Guler von Wyneck (* 31. Oktober 1562 in Davos; † 24. Januar 1637 in Chur) war ein Bündner Chronist, Offizier und Landammann.

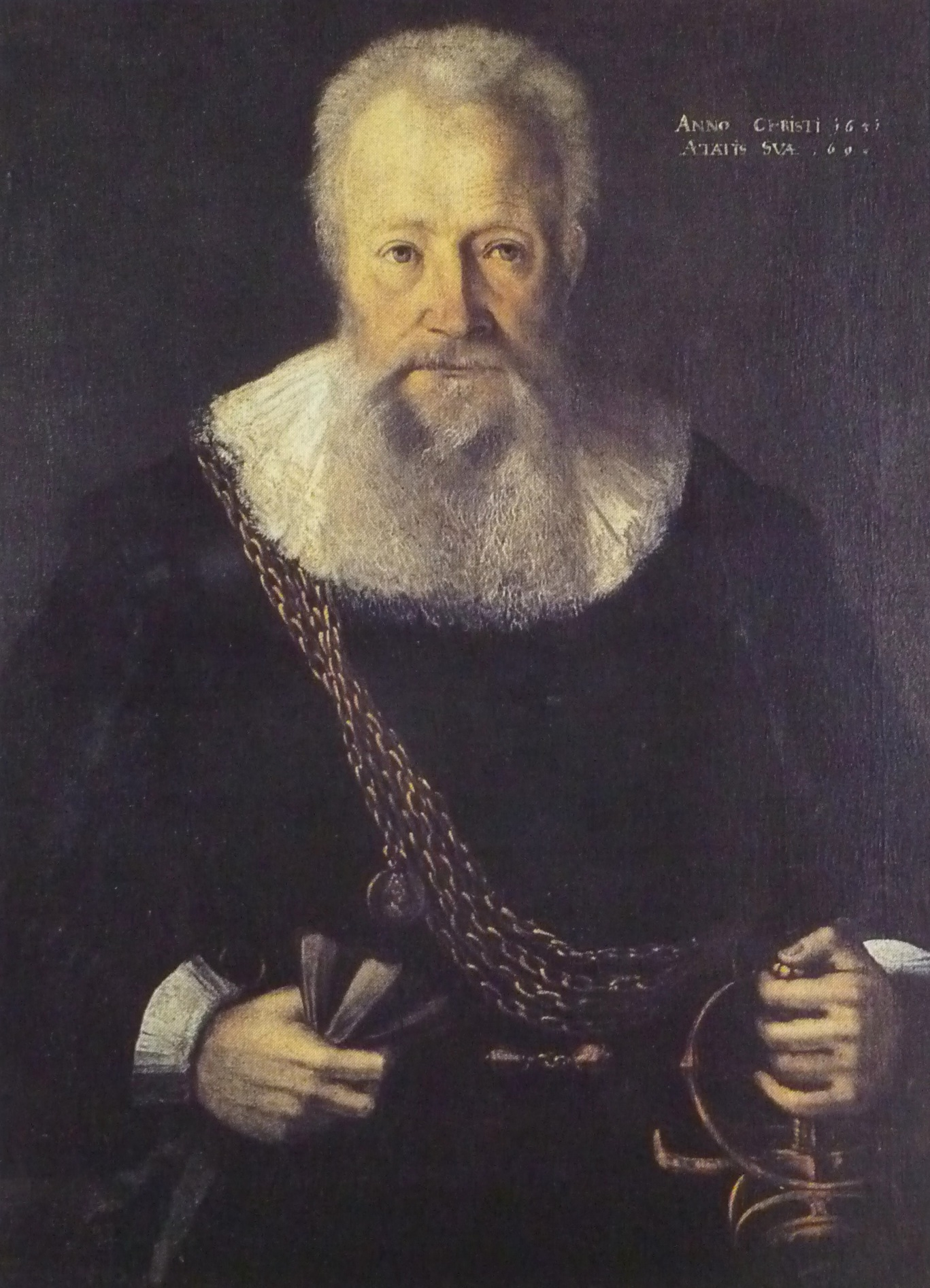
Johann Guler von Wyneck

## Leben
Johann Guler von Wyneck stammte aus einer Davoser Walserfamile und war der Sohn des Obersten und Davoser Landammanns Hans Guler von Wyneck und der Anna Buol.
Als Knabe 1569 begleitete er seinen zum vicari gewählten Stiefbruder Peter für zwei Jahre ins Veltlin. Nach seiner Rückkehr besuchte er die Lateinschule in Chur und studierte darauf in Zürich (1574), Genf (1580) und Basel (1582). Da er 1582 in Davos zum Landschreiber und später auch zum Landesfähnrich gewählt wurde, konnte er seine Studien nicht abschliessen. 1583 heiratete er in erster Ehe Barbla von Perini. 1587 wurde er Landeshauptmanns im Veltlin.

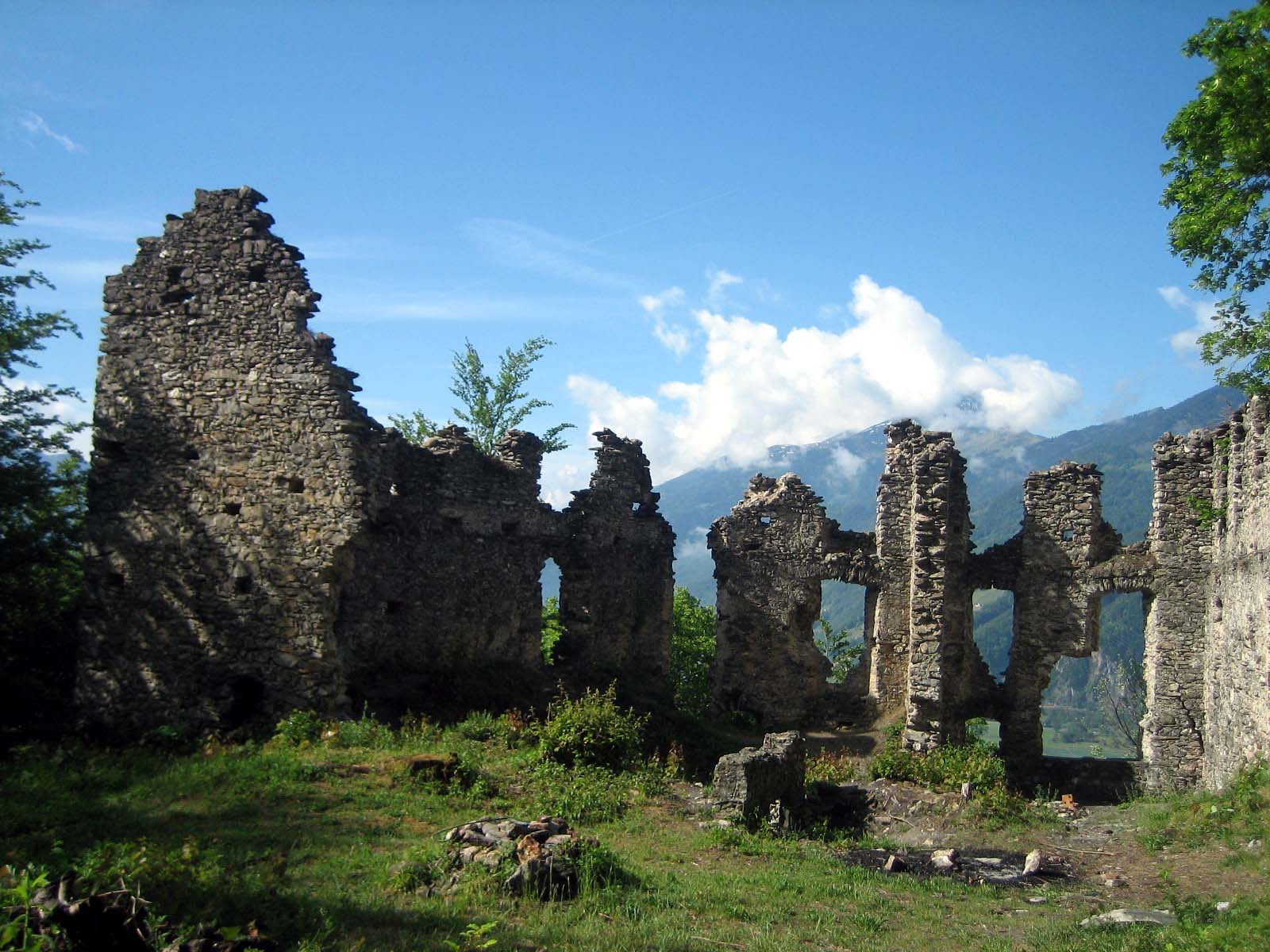
Ruine des Schlösschens Wynegg

Gulers erste Frau verstarb 1586. 1591 heiratete er Elisabeth von Salis. Durch diese Heirat gelangte Johannes Guler 1602 in den Besitz des Schlösschens Wynegg oberhalb von Malans. Er machte es zu seinem Wohnsitz und nahm den Namen «von Wyneck» an. Lucretia, die Tochter des Johann Luzi Gugelberg von Moos, war seine Schwiegertochter.
Von 1592 bis 1604 war Guler Davoser Landammann und somit zugleich Bundslandammann des Zehngerichtebundes. Zwischen 1600 und 1604 nahm er neun Mal an diplomatischen Missionen teil, die ihn in die Eidgenossenschaft, nach Paris, Venedig und Mailand führten.
Johann Guler von Wyneck förderte den Abschluss eines Bündnisses der Drei Bünde mit Venedig. 1607 wurde er Kommandant eines Bündner Regiments zur Sicherung der Grenze zu Mailand. Ein von spanischen Parteigängern dominiertes Strafgericht verurteilte ihn im gleichen Jahr in Chur zum Tod. Später im Jahr 1607 rehabilitierte ihn ein nunmehr venezianisch gesinntes Gericht. Guler zog sich darauf für zehn Jahre aus der öffentlichen Politik zurück; erst 1618 übernahm er eine Gesandtschaft an den französischen Hof anstelle des Hauptmanns Johann Flisch von Scheydt (1580–1654 Thusis) und wurde zum Ritter geschlagen und mit einer "guldinen Ketti" gezieret.
Um den Bündner Wirren zu entgehen, zog er mit seiner Familie nach Zürich, das ihm 1619 das Bürgerrecht verlieh. 1620 befehligte er als Oberst die Bündner Truppen, die zweimal vergeblich versuchten, die verlorengegangenen Untertanenlande zurückzuerobern. Im Prättigauer Aufstand unterstützte Guler von Wyneck 1622 den Widerstand der Prättigauer gegen Österreich. Danach nahm er nur noch vereinzelt an Gesandtschaften teil. 1627 übersiedelte er auf seinen Churer Sitz St. Margarethen, wo er am 3. Februar 1637 verstarb.

## Werke

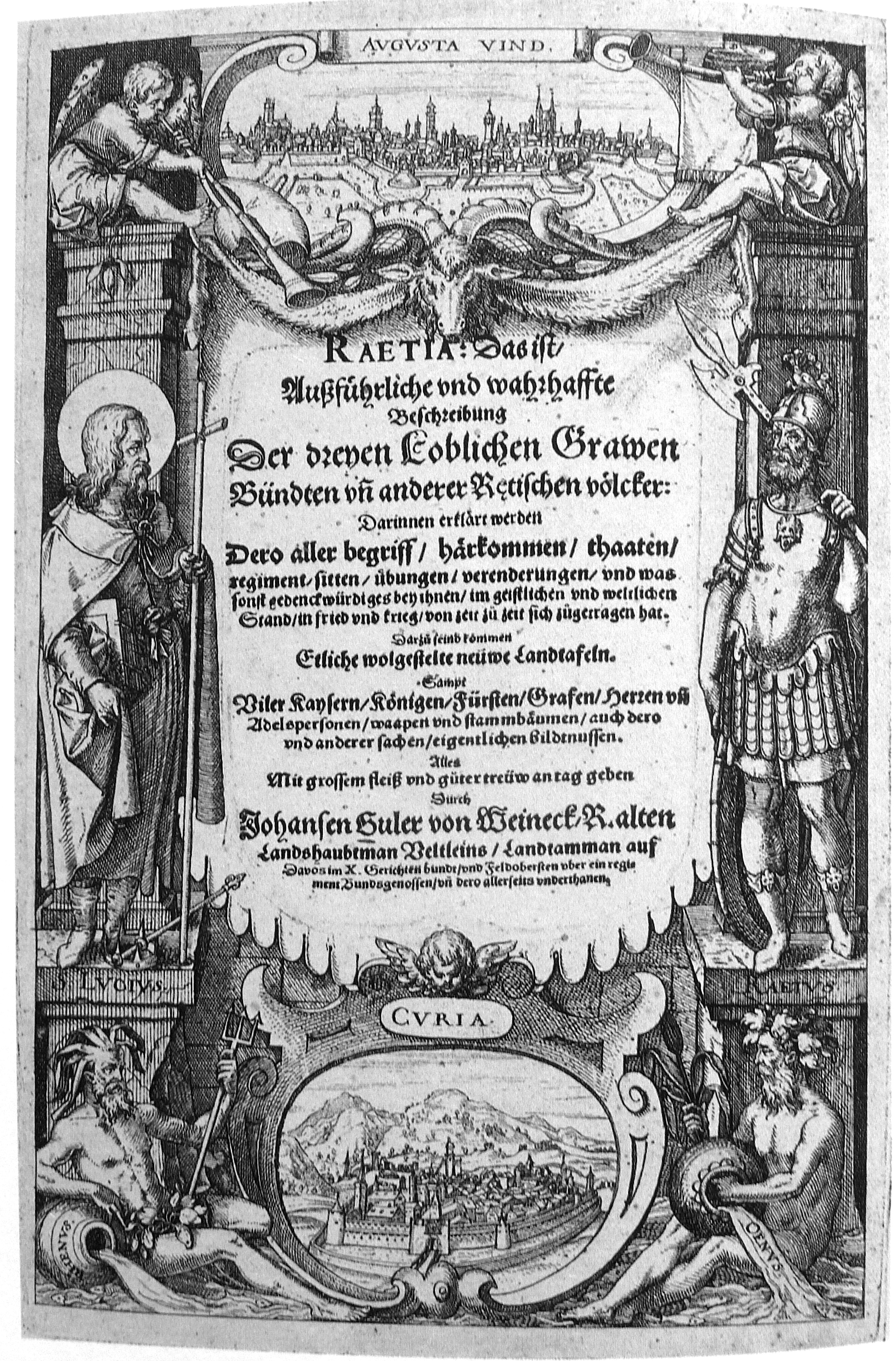
Titel von Gulers Raetia; Zürich 1616

Guler von Wynecks Leistungen als Historiker und Kartograf sind beachtlich. Seine König Ludwig XIII. gewidmete Raetia : das ist außfüehrliche und wahrhaffte Beschreibung der dreyen Loblichen Grawen Bündten und anderer Retischen völcker ist eine umfangreiche Zusammenstellung von Werken Bündner und eidgenössischer Chronisten. Sie erschien 1616 in Zürich bei Johannes Rudolf Wolf, schildert im ersten Teil die Bündner Geschichte bis zum 15. Jahrhundert und folgt der Chronik von Ulrich Campell, dessen Handschrift Guler im Engadin aufgestöbert und teilweise abgeschrieben hatte. Der zweite Teil enthält eine unvollendet gebliebene mit fünf «Landtafeln» versehene Beschreibung Graubündens und seiner Untertanenlande. Die Chronik war aufwändig gestaltet, erschien im Folio-Format und enthielt fünf Landkarten, die ersten detaillierten Karten Graubündens, viele Abbildungen von Münzen, Wappen. Schlachten, Ortschaften und Stammtafeln. Die meisten der Holzschnitte hatte Guler schon früher für andere Publikationen verwendet. Heute gilt die «Raetia» als kostbarstes Werk der Bündner Geschichtsschreibung.
Im Sommer 2009 gab Anton von Sprecher eine in heutiges Deutsch umgeschriebene und kommentierte Fassung heraus. Als Grundlage für seine Arbeiten dienten Guler der von ihm selbst geschriebene Auszug von Ulrich Campells zwei Büchern rätischer Geschichte Ex Huldrichi Campelli Historia Rhaetica. Libri duo sowie Aegidius Tschudis Uralt Rhetia.
1622 erschien Gulers Schrift Pündtnerischer Handlungen widerholte und vermehrte Deduction, die in erster Linie der Rechtfertigung des Prättigauer Aufstandes diente.